# انظر إلى الهارلكوينات!
انظر إلى الهارلكوينات! أو انظر إلى المهرجين! هي رواية لفلاديمير نابوكوف، نُشرت أول مرة في عام 1974. كان هذا العمل آخر رواية نُشرت لنابوكوف قبل وفاته في عام 1977.

## ملخص الحبكة
انظر إلى الهارلكوينات! هي رواية سيرةٍ ذاتيةٍ خياليةٍ، يرويها فاديم فاديموفيتش، أو (ڤي ڤي)، وهو كاتب روسي أمريكي ذو سيرة ذاتية غريبة، تشبه السيرة الذاتية للكاتب، فلاديمير (فلاديميروفيتش) نابوكوف. وُلد ڤي ڤي قبل الثورة في سانت بطرسبرغ وربّته عمته، التي كانت تنصحه قائلةً «انظر إلى الهارلكوينات!» «العب! اكتشف العالم! اكتشف الواقع!». بعد الثورة، انتقل ڤي ڤي إلى أوروبا الغربية. يصبح كاونت نيكيفور نيكودموفيتش ستاروف راعيه (هل هو والده؟). يلتقي ڤي ڤي آيريس بلاك التي تصبح زوجته الأولى. يتزوج بعد وفاتها -قُتلت على يد مُهاجر روسي- من ضاربة الآلة الكاتبة التي لديه، ذات العنق الطويل، آنيت (آنا إيفانوفنا بلاغوفو). يُنجبان طفلةً، اسمها إيزابيل، ويهاجران إلى الولايات المتحدة. يفشل الزواج، وبعد وفاة آنيت، يعتني ڤي ڤي بإيزابيل التي أصبحت يافعةً، والتي أصبحت تُدعى في حينها بيل. يُسافران من موتيل إلى موتيل آخر. لمواجهة الشائعات البشعة، يتزوج ڤي ڤي من لويس أدامسون، بينما تهرب بيل مع شاب أمريكي إلى روسيا السوفيتية. بعد فشل زواجه الثالث، يتزوج ڤي  ڤي  مجددًا، فتاةً تُشبه بيل (نفس تاريخ الميلاد أيضًا)، يُشار إليها بـ«أنتِ»، للدلالة على أنها حبّه الأخير.
ڤي ڤي راوٍ غير موثوقٍ، إذ أنه يعطي معلوماتً متناقضةً (مثال: في يوم وفاة والده)، ويبدو أنه يعاني من اضطرابات نفسية. فعندما ينعطف انعطافًا كاملًا أثناء مشيه -ذهنيًا- وتعقبه لخطواته، يصبح غير قادر على تنفيذ انعكاس المشهد المحيط به، في مخيلته. ويُفكر أيضًا بأنه نسخة مطابقة من شخصية نابوكوفية أخرى.